# 火棍
火棍，是一種表演者使用用點火的棍子進行表演，舞者藉由手腕技巧與手臂的揮舞來向觀眾呈現棍子其特有的美感。

## 分類
主要分為長棍、短棍兩種。長棍為130~150公分長的棍子，材質現在多為合成木，表演方式是以雙手持單棍，去做表演。短棍為80~95公分長的棍子，材質現在多為合成木，表演方式是以單手持棍，雙手各一把，左右手互相搭配做表演。

## 火棍招式
- 正轉：將棍子在身前做原型旋轉。
- 正八：用單手(左右手皆是)，在身側以棍頭帶動棍子，棍頭畫出一個無限的符號。
- 逆八：用單手(左右手皆是)，在身側以棍尾帶動棍子，棍頭畫出一個無限的符號。
- 小圓：以右手將棍子帶到背後，左手在背後接棍，轉到身前。
- 拔刀：小圓的進階版，背後左手接到後，在左側將棍子轉到底，再用右手在左側接棍後，往上做旋轉連接到背後。
- 背大圓：右手將棍子轉到背後，左手在底下接棍後左手往上拉，到頭頂後再用右手接棍。(每個不同的人所稱呼的招是會有所不同)

## 衣著
衣著以輕便為主，上身可著短袖或無袖，但務必要潑溼。 長袖因為怕潑濕後袖子的水會流到手掌上導致滑掉。頭上建議綁上頭巾，務必不可穿著連帽衣物以策安全。

## 注意事項
火棍起始時，因為會先灼燒最表面的煤油，火勢會較大需要注意。在表演時，務必要有人在場外準備水，以利熄火跟安全考量。